# 17.ª etapa da Volta a Espanha de 2019
A 17.ª etapa da Volta a Espanha de 2019 teve lugar a 11 de setembro de 2019 entre Aranda de Duero e Guadalajara sobre um percurso de 219,6 km e foi vencida pelo belga Philippe Gilbert da Deceuninck-Quick Step. O esloveno Primož Roglič conseguiu manter o maillot vermelho.

## Classificação da etapa
| \| Classificação por etapas \| Classificação por etapas \| Classificação por etapas \| Classificação por etapas \| Classificação por etapas \| \| Ciclista \| Ciclista \| Equipe \| Tempo \| \| \| ------------------------ \| ------------------------ \| ------------------------ \| ------------------------ \| ------------------------ \| \| 1. \| Philippe Gilbert \| Deceuninck-Quick Step \| 4h20m15s \| \| \| 2. \| Sam Bennett \| Bora-Hansgrohe \| + 2s \| \| \| 3. \| Rémi Cavagna \| Deceuninck-Quick Step \| + 2s \| \| \| 4. \| Dylan Teuns \| Bahrain-Merida \| + 2s \| \| \| 5. \| Wilco Kelderman \| Team Sunweb \| + 2s \| \| \| 6. \| Jonas Koch \| CCC Team \| + 2s \| \| \| 7. \| Lawson Craddock \| EF Education First \| + 2s \| \| \| 8. \| Tim Declercq \| Deceuninck-Quick Step \| + 2s \| \| \| 9. \| Silvan Dillier \| AG2R La Mondiale \| + 2s \| \| \| 10. \| James Knox \| Deceuninck-Quick Step \| + 6s \| \| |                  |                       |          |
| |                  |                       |          |
| Fonte: ProCyclingStats |                  |                       |          |
| Classificação por etapas |                  |                       |          |
| Ciclista | Ciclista         | Equipe                | Tempo    |
| 1. | Philippe Gilbert | Deceuninck-Quick Step | 4h20m15s |
| 2. | Sam Bennett      | Bora-Hansgrohe        | + 2s     |
| 3. | Rémi Cavagna     | Deceuninck-Quick Step | + 2s     |
| 4. | Dylan Teuns      | Bahrain-Merida        | + 2s     |
| 5. | Wilco Kelderman  | Team Sunweb           | + 2s     |
| 6. | Jonas Koch       | CCC Team              | + 2s     |
| 7. | Lawson Craddock  | EF Education First    | + 2s     |
| 8. | Tim Declercq     | Deceuninck-Quick Step | + 2s     |
| 9. | Silvan Dillier   | AG2R La Mondiale      | + 2s     |
| 10. | James Knox       | Deceuninck-Quick Step | + 6s     |

## Classificações ao final da etapa

### Classificação geral
| \| Classificação geral \| Classificação geral \| Classificação geral \| Classificação geral \| Classificação geral \| \| Ciclista \| Ciclista \| Equipe \| Tempo \| \| \| ------------------- \| ------------------- \| --------------------- \| ------------------- \| ------------------- \| \| 1. \| Primož Roglič \| Team Jumbo-Visma \| 66h43m36s \| \| \| 2. \| Nairo Quintana \| Movistar Team \| + 2m24s \| \| \| 3. \| Alejandro Valverde \| Movistar Team \| + 2m48s \| \| \| 4. \| Tadej Pogačar \| UAE Team Emirates \| + 3m42s \| \| \| 5. \| Miguel Ángel López \| Astana \| + 3m59s \| \| \| 6. \| Wilco Kelderman \| Team Sunweb \| + 5m05s \| \| \| 7. \| Rafał Majka \| Bora-Hansgrohe \| + 7m40s \| \| \| 8. \| James Knox \| Deceuninck-Quick Step \| + 8m03s \| \| \| 9. \| Carl Fredrik Hagen \| Lotto-Soudal \| + 10m43s \| \| \| 10. \| Dylan Teuns \| Bahrain-Merida \| + 12m21s \| \| |                    |                       |           |
| |                    |                       |           |
| Fonte: ProCyclingStats |                    |                       |           |
| Classificação geral |                    |                       |           |
| Ciclista | Ciclista           | Equipe                | Tempo     |
| 1. | Primož Roglič      | Team Jumbo-Visma      | 66h43m36s |
| 2. | Nairo Quintana     | Movistar Team         | + 2m24s   |
| 3. | Alejandro Valverde | Movistar Team         | + 2m48s   |
| 4. | Tadej Pogačar      | UAE Team Emirates     | + 3m42s   |
| 5. | Miguel Ángel López | Astana                | + 3m59s   |
| 6. | Wilco Kelderman    | Team Sunweb           | + 5m05s   |
| 7. | Rafał Majka        | Bora-Hansgrohe        | + 7m40s   |
| 8. | James Knox         | Deceuninck-Quick Step | + 8m03s   |
| 9. | Carl Fredrik Hagen | Lotto-Soudal          | + 10m43s  |
| 10. | Dylan Teuns        | Bahrain-Merida        | + 12m21s  |

### Classificação por pontos
| Classificação por pontos | Classificação por pontos | Classificação por pontos | Classificação por pontos | Classificação por pontos |
| Ciclista                 | Ciclista                 | Equipe                   | Pontos                   |                          |
| ------------------------ | ------------------------ | ------------------------ | ------------------------ | ------------------------ |
| 1.                       | Primož Roglič            | Team Jumbo-Visma         | 117 pts                  |                          |
| 2.                       | Sam Bennett              | Bora-Hansgrohe           | 94 pts                   |                          |
| 3.                       | Tadej Pogačar            | UAE Team Emirates        | 92 pts                   |                          |
| 4.                       | Nairo Quintana           | Movistar Team            | 84 pts                   |                          |
| 5.                       | Alejandro Valverde       | Movistar Team            | 82 pts                   |                          |
| 6.                       | Philippe Gilbert         | Deceuninck-Quick Step    | 59 pts                   |                          |
| 7.                       | Miguel Ángel López       | Astana                   | 52 pts                   |                          |
| 8.                       | Alex Aranburu            | Caja Rural-Seguros RGA   | 52 pts                   |                          |
| 9.                       | Dylan Teuns              | Bahrain-Merida           | 51 pts                   |                          |
| 10.                      | Lawson Craddock          | EF Education First       | 48 pts                   |                          |

### Classificação da montanha
| Classificação da montanha | Classificação da montanha | Classificação da montanha     | Classificação da montanha | Classificação da montanha |
| Ciclista                  | Ciclista                  | Equipe                        | Pontos                    |                           |
| ------------------------- | ------------------------- | ----------------------------- | ------------------------- | ------------------------- |
| 1.                        | Geoffrey Bouchard         | AG2R La Mondiale              | 50 pts                    |                           |
| 2.                        | Ángel Madrazo             | Burgos-BH                     | 44 pts                    |                           |
| 3.                        | Tao Geoghegan Hart        | Team Ineos                    | 29 pts                    |                           |
| 4.                        | Tadej Pogačar             | UAE Team Emirates             | 25 pts                    |                           |
| 5.                        | Jakob Fuglsang            | Astana                        | 24 pts                    |                           |
| 6.                        | Alejandro Valverde        | Movistar Team                 | 22 pts                    |                           |
| 7.                        | Mikel Bizkarra            | Euskadi Basque Country-Murias | 22 pts                    |                           |
| 8.                        | Sergio Henao              | UAE Team Emirates             | 21 pts                    |                           |
| 9.                        | Sergio Samitier           | Euskadi Basque Country-Murias | 20 pts                    |                           |
| 10.                       | Primož Roglič             | Team Jumbo-Visma              | 20 pts                    |                           |

### Classificação dos jovens
| Classificação dos jovens | Classificação dos jovens | Classificação dos jovens | Classificação dos jovens | Classificação dos jovens |
| Ciclista                 | Ciclista                 | Equipe                   | Tempo                    |                          |
| ------------------------ | ------------------------ | ------------------------ | ------------------------ | ------------------------ |
| 1.                       | Tadej Pogačar            | UAE Team Emirates        | 66h47m18s                |                          |
| 2.                       | Miguel Ángel López       | Astana                   | + 27s                    |                          |
| 3.                       | James Knox               | Deceuninck-Quick Step    | + 4m21s                  |                          |
| 4.                       | Sergio Higuita           | EF Education First       | + 28m49s                 |                          |
| 5.                       | Ruben Guerreiro          | Katusha-Alpecin          | + 31m51s                 |                          |
| 6.                       | Amanuel Gebrezgabihier   | Dimension Data           | + 34m24s                 |                          |
| 7.                       | Kilian Frankiny          | Groupama-FDJ             | + 39m02s                 |                          |
| 8.                       | Tao Geoghegan Hart       | Team Ineos               | + 55m03s                 |                          |
| 9.                       | Sepp Kuss                | Team Jumbo-Visma         | + 55m26s                 |                          |
| 10.                      | Ben O'Connor             | Dimension Data           | + 56m40s                 |                          |

### Classificação por equipas
| Classificação por equipes | Classificação por equipes     | Classificação por equipes | Classificação por equipes |
| Equipe                    | Equipe                        | Tempo                     |                           |
| ------------------------- | ----------------------------- | ------------------------- | ------------------------- |
| 1.                        | Movistar Team                 | 199h08m40s                |                           |
| 2.                        | Astana                        | + 32m14s                  |                           |
| 3.                        | Team Jumbo-Visma              | + 1h28m59s                |                           |
| 4.                        | Mitchelton-Scott              | + 1h53m45s                |                           |
| 5.                        | AG2R La Mondiale              | + 2h22m50s                |                           |
| 6.                        | Dimension Data                | + 2h36m02s                |                           |
| 7.                        | Team Sunweb                   | + 2h40m35s                |                           |
| 8.                        | Euskadi Basque Country-Murias | + 2h45m59s                |                           |
| 9.                        | Deceuninck-Quick Step         | + 2h56m42s                |                           |
| 10.                       | Bahrain-Merida                | + 3h01m18s                |                           |

## Abandonos
- Jesús Herrada, doente, não tomou a saída.[2]